# 亞洲新人歌唱大賽
《亞洲新人歌唱大賽》是八大電視所製作的八大第一台歌唱綜藝節目，播出時間原則上為每週六晚間21:30-23:00（總決賽期間會延長為120分鐘），首任主持人為賈永婕（主持期間為2003年8月9日至2003年11月8日），第二任主持人為侯昌明、李祖寧（主持期間為2003年11月15日至2006年（約至年中）），第三任主持人為侯昌明、董育君（主持期間為2006年至2007年11月3日），評審有張勇強、呂子厚、丁曉雯、羅文聰、黃建銘、孫建平、林隆旋、張振杰 ，伴奏樂團則為孔鏘所率領之團隊（包含弦樂及管樂團）。但該節目播出至後期（約為2007年），選秀節目一個接著一個如雨後春筍一般的開播，也使得這個節目於2007年11月3日劃下休止符。

## 規則
每週有八位參賽者，第一階段為「指定曲」、第二階段為「自選曲」

## 季後賽
是本節目訂定的制度，最多可衛冕十三關，一屆最多十人，滿十人則舉行「年度大賽」，以下是從本節目出來的季優勝

### 第一屆
- 郭惠珍
- 莊振凱
- 鄭君威
- 林良歡
- 林芯儀 （原名：林珀如）
- 陳隨意
- 黃品蓉（原名：黃紫誼）
- 林璇（原名：林宜亭）
- 董育君
- 唐儷

### 第二屆
- 曹雅雯
- 潘佩莉
- 張麗君
- 朱海君
- 蕭文豪
- 林秀蓉
- 徐芷頎
- 劉信明
- 沈建豪
- 吳俊宏
- 陳心騏

### 第三屆
- 許富凱
- 楊儒昕
- 曾威豪
- 郭品辰
- 蘇宥蓉
- 陳韋霖
- 江宜潔
- 田佩樺
- 許志豪
- 楊豐基

### 第四屆
- 吳倖妏
- 李俊傑
- 劉立仁

## 備註
- 獲金曲獎殊榮：曹雅雯、朱海君、許富凱
- 曾經參加21世紀新人歌唱排行榜：莊振凱、董育君、朱海君、張麗君、沈建豪、吳俊宏、江宜潔（江孟純）、陳韋霖、曾瑋中（曾韋中）、吳倖妏、黃紫誼（黃香怡）
- 在本節目中沒有唱過台語歌：楊儒昕、楊豐基
- 沒有登場於和本節目相關的愛拚才會贏：林秀蓉
- 已出專輯：林芯儀、莊振凱、鄭君威、陳隨意、唐儷、林良歡、董育君、朱海君、張麗君、沈建豪、吳俊宏、許志豪、徐芷頎、蘇又鎔、曹雅雯、許富凱、潘佩莉、曾瑋中、曾威豪
- 不是音樂廣場正式成員：郭惠珍、林芯儀、林璇
- 現已改名：林珀如（林芯儀）、林宜亭（林璇）、徐芷頎（徐紫淇）、蘇又鎔（蘇宥蓉）、江孟純（江宜潔）、曾韋中（曾瑋中）、黃紫誼（黃品蓉）
- 擔任節目主持人：董育君（本節目）、唐儷（食在好味道）
- 在超級偶像出現：曾威豪、陳韋霖
- 在超級星光大道出現：林芯儀
- 在明日之星Super Star出現：曾瑋中、潘佩莉、曹雅雯、田佩樺、楊豐基、許富凱、郭品辰、劉信明、江宜潔、黃紫誼（黃品蓉）
- 在超級紅人榜出現：林秀蓉、陳心騏、吳拱陽

## 外部連結
- 亞洲新人歌唱大賽官方網站

| 八大第一台 週六21:30-23:00 | 八大第一台 週六21:30-23:00                        | 八大第一台 週六21:30-23:00 |
| -------------------------- | ------------------------------------------------- | -------------------------- |
|                            | 亞洲新人歌唱大賽 （2003年8月9日 - 2007年11月3日） |                            |
| —                          | —                                                 |                            |